# Drammen
Drammen este un oraș din provincia Buskerud, Norvegia. În acest oraș își are sediul echipa norvegiană de fotbal Strømsgodset IF.